# Лука (град)
Лука (итал. Lucca) град је у средишњој Италији. Лука је највећи град и средиште истоименог округа Лука у оквиру италијанске покрајине Тоскана.
Град Лука је познат по готово нетакнутом старом градском језгру, окружено зидинама, из времена ренесансе, које се ослања на староримску уличну мрежу.

## Природне одлике
Град Лука налази се у средишњем делу Италије, 70 км северозападно од Фиренце, седишта покрајине. Град се налази у долини реке Серкио, која се 10 км западно улива у оближње Тиренско море. Град се сместио на првим бреговима изнад приобалне равнице, која се пружа јужно и западно од града. Северно од града се издижу Апенини.

## Становништво
Према резултатима пописа становништва 2011. у општини је живело 87.200 становника.
| 1931.  | 1936.  | 1951.  | 1961.  | 1971.  | 1981.  | 1991.  | 2001.  | 2011.  |
| ------ | ------ | ------ | ------ | ------ | ------ | ------ | ------ | ------ |
| 79.852 | 82.300 | 88.302 | 88.428 | 90.995 | 91.246 | 87.100 | 81.862 | 87.200 |

Лука данас има око 84.000 становника, махом Италијана. Током протеклих деценија у град се доселило много досељеника из иностранства.

## Партнерски градови
- Колмар
- Шонгау
- Син Никлас
- Gorinchem
- Саут Сан Франциско
- Гоголин
- Буенос Ајрес
- Масејо
- Перт
- Abingdon-on-Thames
- Lucca Sicula

## Галерија
- Стари део Луке
- Трг Амфитеатро на месту староримског амфитеатра
- Градска катедрала
- Градско позориште